# Tsivil

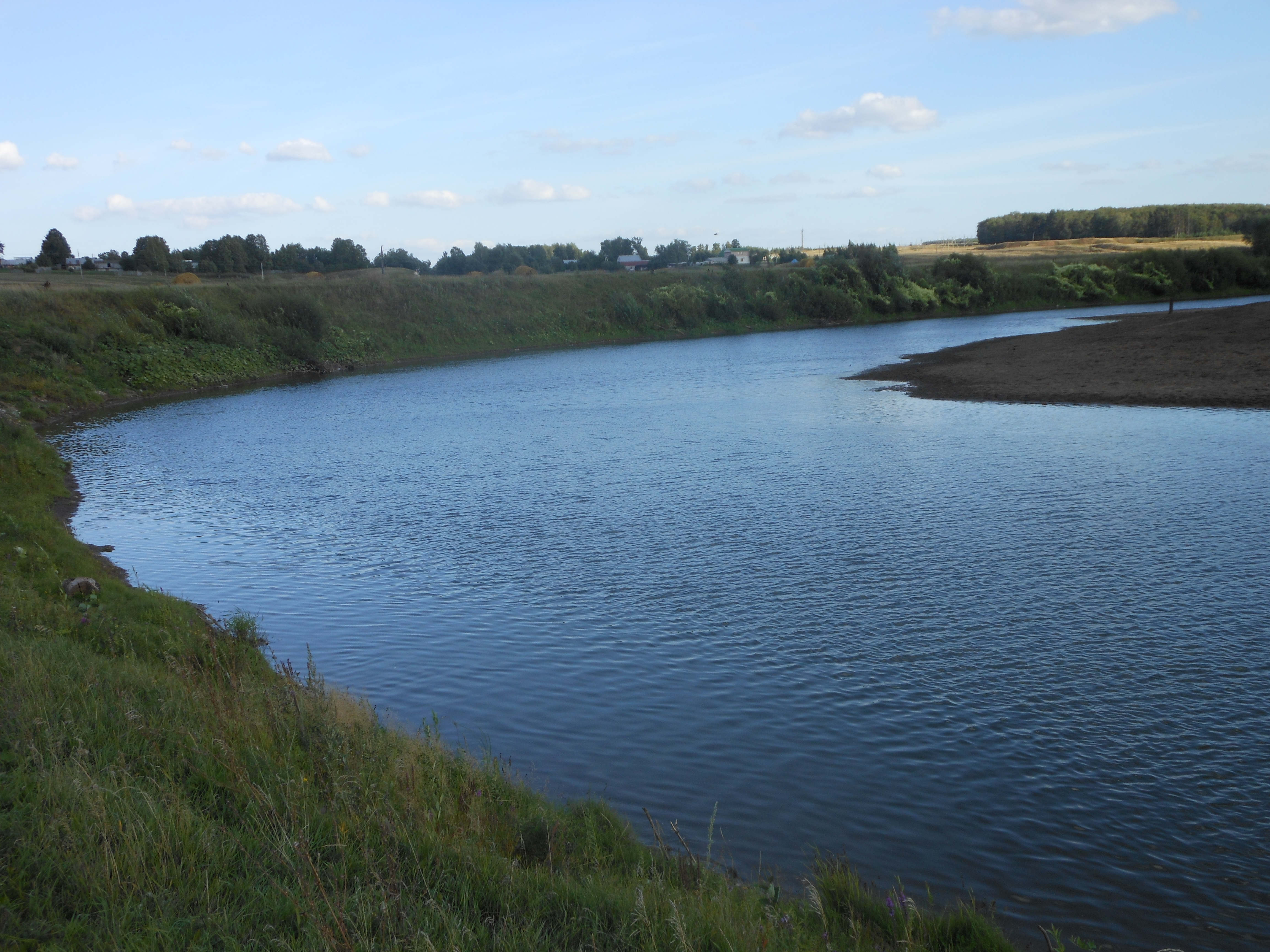
El riu Tsivil/Śaval prop del poble de Starak, poc després de la confluència del Gran Tsivil/Śaval amb el Petit Tsivil/Śaval

El Tsivil (en rus Цивиль, Tsivil; en txuvaix Ҫавал, Śaval) és un riu de Rússia. És un afluent per la dreta del Volga. Tot el seu recorregut transcorre dins de la República de Txuvàixia. Té una llargària de 172 km i ocupa una conca de 4690 km². El Petit Tsivil i el Gran Tsivil (Petit i Gran Śaval en txuvaix) s'uneixen prop de Śĕrpü/Tsivilsk per formar el riu Tsivil, que desemboca al Volga prop de Śĕnĕ Şupaşkar/Novotxeboksarsk.